# Грб Нешатела
Грб Нешатела је званични симбол швајцарског кантона  Нешатела. Грб датира из 1848, а задњу адаптацију је имао 1954. године.